# Identité (philosophie)
Pour les articles homonymes, voir Identité.
L’identité est un terme désignant plusieurs formes de relations, en logique, en métaphysique et en psychologie. On distingue l'identité comme relation d'un être à lui-même (« identité numérique » : le fait d'être un), de l'identité comme ressemblance extrême entre deux êtres (« identité qualitative »), et de l'identité comme ce qui fait le caractère d'un sujet dans son devenir temporel (« identité personnelle »). On parle également d'identité pour désigner l'appartenance de plusieurs êtres à une même espèce ou sorte (« identité spécifique »).

## Concepts d'identité
Le terme d'identité recouvre plusieurs concepts distincts, bien que parfois confondus. On sépare minimalement entre :
- l'identité numérique
- l'identité spécifique
- l'identité qualitative

L'identité numérique désigne la relation qu'un être entretient à lui-même tout au long de son existence. Tout individu qui existe est identique à lui-même en ce sens, indépendamment des changements qu'il subit au cours du temps. En ce sens on dit que des artefacts (La Joconde) ou des êtres naturels (chenille, humain) sont identiques à eux-mêmes au cours du temps (La Joconde peinte par Léonard de Vinci au XVIe siècle est identique à celle exposée au Louvre, l'individu chenille est identique à celui qui devient un papillon).
L'identité spécifique désigne la relation qu'entretiennent des êtres qui appartiennent à une même sorte de chose, ou une même espèce. Cette relation ne dépend pas de l'apparence des êtres ainsi réunis, mais de leur appartenance à un schéma. Un bananier est une herbe, et non un arbre : le bananier est spécifiquement identique avec les plantes herbacées, en dépit de sa taille, qui le rapproche de la sorte "arbre".
L'identité qualitative, ou indiscernabilité, désigne une relation entre des êtres qui ne sont distincts que par le nombre. Deux êtres qualitativement identiques présentent les mêmes propriétés intrinsèques : pris séparément, ils seraient impossibles à distinguer. Les objets fabriqués en série sont qualitativement identiques à la sortie de leur chaîne de production. L'identité qualitative totale, où un être possède toutes les propriétés d'un autre (intrinsèques et extrinsèques), est impossible entre deux êtres : si un être A possède absolument toutes les propriétés d'un être B, alors A = B. Alors que les identités numérique et spécifique sont compatibles avec le changement, l'identité qualitative exclut donc tout changement. Un être qui subit le moindre changement n'est plus qualitativement identique avec l'être qu'il était avant ce changement. On note que l'identité qualitative est sujette à des descriptions variables : certains n'admettent l'identité qualitative qu'entre un être et lui-même et restreignent l'usage d'« identité qualitative » à ce cas, d'autres acceptent un usage plus large.
À côté de ces usages, on parle également d'« identité » pour désigner l'identité personnelle. On désigne alors ce qui fait l'unité d'un sujet au cours du temps, alors même que celui-ci change. Contrairement aux usages précédents, fortement métaphysiques et non exclusifs aux sujets de représentation, l'identité personnelle n'a de sens que pour des sujets et comporte une dimension psychologique.

## Enjeux philosophiques
L'identité est une notion philosophique qui soulève la question métaphysique des rapports entre le Même et l'Autre, ainsi que celle du devenir.
L'identité d'un être ou d'une personne ne semble en effet pouvoir se définir qu'à travers la relation : relation à soi ou à d'autres êtres semblables ou identiques à soi (ainsi, les Français partagent la même identité d'appartenance à la nation française, qui comprend par exemple une langue commune), mais aussi en même temps relation d'exclusion de tout ce qui est différent (par exemple l'identité d'un Français se comprend aussi par contraste avec celle d'un Espagnol ou d'un Américain).
Par ailleurs, l'identité de la personne pose le problème du multiple et du devenir dans le temps : en effet, comment puis-je dire que je suis le même, alors que tous mes traits physiques et toutes mes idées ne cessent de changer et d'évoluer de ma naissance à ma mort. Platon posait déjà cette question dans Le banquet (207d-208b). Pour plusieurs philosophes, c'est l'unité de la conscience de soi (qui suppose mémoire et anticipation), c'est-à-dire la synthèse qu'elle opère à travers tous les changements qui peuvent m'advenir, qui permettent d'expliquer qu'on demeure la même et unique personne en dépit du changement (ainsi, Kant : « l'unité originairement synthétique de l'aperception »).
L'une des méditations les plus connues et influentes sur la conscience et l'identité est celle du philosophe John Locke, dans son Essai sur l'entendement humain (II, xxvii) de 1690.
Si des propriétés identiques permettent de déterminer une identité, l'ontologie détermine ses conditions d'individuation.

## L'identité chez Leibniz
Leibniz distingue trois principes qui caractérisent l'identité, sans prendre en compte l'intentionnalité (liée aux propos qui utilisent l'identité) :
- l'identité des indiscernables (identité de propriétés)
- l'indiscernabilité des identiques (propriété d'identité)
- la substituabilité (identité par la propriété d'avoir valeur de vérité)

## L'identité selon Paul Ricoeur
L'identité demande à être reconnue pour exister, selon Paul Ricoeur

## L'identité logique commerelation
De manière formelle, on définit l'identité comme une relation binaire, notée "=" et satisfaisant, en logique du second ordre, les deux conditions suivantes :
- (1) {\displaystyle (\forall x)\ (\forall y)\ {\Big (}(\forall P)\ (x=y)\rightarrow (Px\leftrightarrow Py){\Big )}} [principe d'indiscernabilité des identiques]
- (2) {\displaystyle (\forall x)\ (x=x)} [principe de réflexivité]

Le principe (1) peut être interprété ainsi : si {\displaystyle x} est identique à {\displaystyle y}, alors toute propriété instanciée par {\displaystyle x} est également instanciée par {\displaystyle y} et inversement, toute propriété instanciée par {\displaystyle y} est aussi instanciée par {\displaystyle x}. 
Deux autres principes sont dérivables de ces deux premiers :
- (3) {\displaystyle (\forall x)\ (\forall y)\ {\Big (}(x=y)\rightarrow (y=x){\Big )}} [principe de symétrie]
- (4) {\displaystyle (\forall x)\ (\forall y)\ (\forall z)\ {\Big (}((x=y)\land (y=z))\rightarrow (x=z){\Big )}} [principe de transitivité]

Les conditions (2), (3) et (4) définissent une relation d'équivalence. Autrement dit, l'identité est la relation d'équivalence satisfaisant le principe d'indiscernabilité des identiques. Cette relation est, de manière extensionnelle, unique.  
Soulignons que le principe d'indiscernabilité des identiques a pour contraposée le principe de distinction des discernables, dont l'usage est fondamental pour nos pratiques usuelles d'identification : 
- (1c) {\displaystyle (\forall x)\ (\forall y)\ {\Big (}((\exists P)\ (Px\land \neg Py)\lor (\neg Px\land Py))\rightarrow (x\neq y){\Big )}} [principe de distinction des discernables]

On peut interpréter ce principe ainsi : s'il existe une qualité que {\displaystyle x} instancie mais pas {\displaystyle y} ou inversement que {\displaystyle y} instancie mais pas {\displaystyle x}, alors {\displaystyle x} est numériquement différent de {\displaystyle y}. 
Il ne faut pas confondre le principe d'indiscernabilité des identiques avec le principe converse d'identité des indiscernables dont la formulation en logique du second ordre est la suivante : 
- (5) {\displaystyle (\forall x)\ (\forall y)\ {\Big (}((\forall P)\ (Px\leftrightarrow Py))\rightarrow (x=y){\Big )}} [principe d'identité des indiscernables]

Il peut être interprété ainsi : si {\displaystyle x} instancie toutes les propriétés de {\displaystyle y} et inversement si {\displaystyle y} instancie toutes les propriétés de {\displaystyle x}, alors {\displaystyle x} est identique à {\displaystyle y}. 
Sa contraposée est le principe de discernabilité des distincts, dont la formulation en logique du second ordre est : 
- (5c) {\displaystyle (\forall x)\ (\forall y)\ {\Big (}(x\neq y)\rightarrow ((\exists P)\ ((Px\land \neg Py)\lor (Px\land \neg Py)){\Big )}} [principe de discernabilité des distincts]

Le principe (5), et donc aussi sa converse (5c), sont bien plus controversés que le principe d'indiscernabilité des identiques, voir par exemple l'article de Max Black intitulé  L'identité des indiscernables où l'auteur rejette la validité logique du principe en proposant l'expérience de pensée de deux sphères indiscernables et de mondes symétriques . Cet article a engendré une très prolifique discussion, voir par exemple ,,,.

## L'identité est-elle absolue ou relative?
Le statut logique du principe d'indiscernabilité des identiques, quoique généralement admis, a néanmoins fait lui aussi l'objet d'une controverse philosophique. Dans Reference and Generality , Peter Geach a objecté que l'identité n'est pas une relation absolue mais relative. Ainsi, une formulation comme {\displaystyle x=y} n'a pas de signification. Toute identité doit toujours être relativisée de manière sortale par une propriété spécifique : {\displaystyle x=_{P}y}.  